# Oliver Hübner
Oliver Hübner (* 16. August 1968 in Unna) ist ein deutscher Autor, Blogger, Redakteur und Verleger. Er lebt in Schwerin und Selm.

## Biographie
Hübner studierte Physik und Philosophie an der Freien Universität Berlin und der Universiteit van Amsterdam. Seit 2006 tritt er unter dem Pseudonym Herr Ivalo in unterschiedlichen Formationen auf Lesebühnen auf. Von 2009 bis 2013 arbeitete er für das Filmkunstfest Mecklenburg-Vorpommern und war im Jahr 2013 dort leitender Programmredakteur. 2016 gründete er die Agentur und 2018 den Verlag Blogwerk. Seit 2019 schreibt er Sachbücher mit regionalem Bezug.

## Publikationen
- 2005: Wenn Planeten beten in Der Sperling, Magazin für Literatur und Kunst (Anthologie), Ausgabe 1, Engelsdorfer Verlag, ISBN 978-3-939404-29-3
- 2007/08: Wöchentliche Kolumnen auf der Querseite der Wochenzeitung Schweriner Express[7]
- 2008: Weiß ist keine Farbe, Comic des Innenministeriums Mecklenburg-Vorpommern zur Kriminalitätsprävention, Text und Storyline: Oliver Hübner mit Schülerinnen und Schülern der IGS Bertolt Brecht Schwerin
- 2018: Villa Später und andere Lesestücke des Herrn Ivalo, Verlag Blogwerk, Selm, ISBN 978-3-947910-00-7
- 2019: 111 Gründe, die Niederlande zu lieben, Schwarzkopf & Schwarzkopf Verlag, Berlin, ISBN 978-3-86265-782-7
- 2020: Herr Wolkenstein fragt nach – Naturphänomene an der Küste, Verlag Blogwerk, Selm, ISBN 978-3-947910-02-1
- 2022: Lost & Dark Places Mecklenburg, Bruckmann Verlag, München, ISBN 978-3-7343-2468-0
- 2023: Lost & Dark Places Vorpommern und Rügen, Bruckmann Verlag, München, ISBN 978-3-7343-2469-7
- 2023: Lost & Dark Places Münsterland, Bruckmann Verlag, München, ISBN 978-3-7343-2472-7
- 2023: Lost & Dark Places Deutschland, Bruckmann Verlag, München, (5 von 66 Kapiteln), ISBN 978-3-7343-2906-7
- 2025: Märchenhaft Wandern im Münsterland, Klartext Verlag, Essen, ISBN 978-3-8375-2625-7